# Подградје
Подградје (словен. Podgradje) је насељено место у општини Љутомер, Помурска регија, Словенија.

## Историја
До територијалне реорганизације у Словенији било је у саставу старе општине Љутомер.

## Становништво
У попису становништва из 2011. године, Подградје је имало 267 становника.
| Број становника према пописима | Број становника према пописима | Број становника према пописима |
| ------------------------------ | ------------------------------ | ------------------------------ |
| 1991                           | 2002                           | 2011                           |
| 314                            | 294                            | 267                            |